# Roger Collins
Roger Collins (* 1949) je anglický historik působící na Univerzitě v Edinburghu a zabývající se především dějinami raněstředověké Evropy.
Vystudoval na univerzitě v Oxfordu. Po studiu učil starověké a středověké dějiny na univerzitách v Liverpoolu a v Bristolu. Od roku 1994 působí na Univerzitě v Edinburghu. Zabývá především dějinami raného středověku, s důrazem na Španělsko, ale také na dějiny Franků.

## Výběrová bibliografie
- Early Medieval Spain: Unity in Diversity, 400–1000. New York : St. Martin's Press, 1983. 317 s. ISBN 0312224648.
- The Basques. Oxford : Blackwell, 1986. (česky Baskové. Praha : Nakladatelství Lidové noviny, 1997. 293 s. ISBN 80-7106-198-0.)
- The Arab Conquest of Spain, 710–797. Oxford : Blackwell, 1989. 239 s. ISBN 0631159231.
- Early Medieval Europe, 300–1000. New York : St. Martin's Press, 1991. 453 s. ISBN 0312060378. (česky Evropa raného středověku 300-1000. Praha : Vyšehrad, 2005. 479 s. ISBN 80-7021-660-3.)
- Law, Culture and Regionalism in Early Medieval Spain. Aldershot: Variorum, 1992. ISBN 0860783081.
- Fredegar. Aldershot : Variorum, 1996. 58 s. ISBN 0860786250.
- Spain : an Oxford archaeological guide. Oxford : Oxford University Press, 1998. 328 s. ISBN 0192853007.
- Charlemagne. Toronto : University of Toronto Press, 1998. 234 s. ISBN 0802082181.
- Visigothic Spain, 409–711. Oxford : Blackwell, 2004. 263 s. ISBN 0-631-18185-7.
- Charlemagne's heir : new perspectives on the reign of Louis the Pious (814-840). Oxford : Oxford University Press, 1990. 738 s. ISBN 0198219946. (spoluautor Peter Godman)
- Keepers of the Keys : A History of the Papacy. New York: Basic Books 2009. 566 s. ISBN 0465011950.